# یدامکی
یدامکی (به لاتین: Jedamki) یک روستا در لهستان است که در گمینا میوکی واقع شده‌است. یدامکی ۰ نفر جمعیت دارد.